# کلاریترومایسین
کلاریترومایسین (به انگلیسی: Clarithromycin)  یک آنتی بیوتیک بر پایه ماکرولید است و برای درمان هلیکوباکتر پیلوری، گلودرد استرپتوکوکی، برونشیت، سینوزیت، برخی انواع ذات الریه (پنومونی) و عفونت‌های دیگر رایج می‌باشد. 

## چگونگی مصرف
کلاریترومایسین را می‌توان با غذا یا با شکم خالی مصرف کرد. اگر دارو موجب ناراحتی معده شما می‌شود آن را با غذا مصرف کنید. این دارو معمولاً هر ۱۲ ساعت مصرف می‌شود. دارو را سر وقت و به‌طور کامل مصرف کنید، حتی اگر احساس بهبودی می‌کنید. اگر پیش از اتمام داروی‌تان آن را قطع کنید، علایم‌تان ممکن است مجدداً عود کند. پیش از اندازه‌گیری مقدار دارو توسط پیمانه داخل جعبه در شکل سوسپانسیون آن، شیشه دارو را به خوبی تکان دهید. سوسپانسیون این دارو نیازی به نگهداری در یخچال ندارد، ولی حداکثر تا ۱۴ روز قابل مصرف می‌باشد. اگر یک نوبت را فراموش کردید، به مجردی که به یاد آوردید مصرفش کنید. البته اگر تقریباً موقع نوبت بعدی فرا رسیده‌است، نوبت فراموش شده را رها کرده، به برنامه دارویی منظم‌تان بازگردید. 

## هشدارها و عوارض جانبی
در صورت بروز خون‌ریزی یا کبودی غیرعادی با پزشکتان تماس بگیرید. سایر علایم که ممکن است رخ دهند و فقط در صورتی که مشکل‌ساز شوند نیاز به گزارش دارند عبارت‌اند از: مزه‌های غیرطبیعی (احساس مزه بد دهان)، تهوع، استفراغ، احساس ناراحتی شکمی، اسهال، یا سردرد.
اگر با مصرف کلاریترومایسین دچار زردی یا مشکلات کبدی شده اید نباید از این دارو استفاده کنید.
اگر بیماری های نظیر بیماری کبد، بیماری کلیوی، دیابت، مشکلات قلبی یا عدم تعادل الکترولیت دارید نباید از کلاریترومایسین استفاده کنید.
در صورت بروز علائم هپاتیت، بلافاصله کلاریترومایسین را قطع کنید (بی‌اشتهایی، زردی، ادرار تیره، خارش یا شکم حساس)

## موارد احتیاط
در صورت وجود هریک از موارد زیر پیش از مصرف کلاریترومایسین، پزشکتان را مطلع سازید:
حساسیت به کلاریترومایسین، اریترومایسین، یا دیگر آنتی‌بیوتیک ها. 
بارداری یا شیردهی. 
مصرف داروهای دیگر، به ویژه کاربامازپین، ریفابوتین، استمیزول، سیزاپراید، ضدانعقادهای خوراکی (مانند وارفارین‌)، تئوفیلین، یا زیدووودین. 
ابتلا به یا سابقه بیماری کلیوی یا کبدی.

## توصیه در هنگام مصرف
حتی در صورت احساس بهبودی، دارو را تا انتها مصرف کنید تا عفونت‌تان درمان شده، از عود بیماری جلوگیری شود ، همچنین قطع مصرف دارو زودتر از موعد مقرر باعث مقاومت باکتری های عامل بیماری به این دارو می شود .  
اگر ظرف ۳ روز از درمان با کلاریترومایسین احساس بهبود نداشتید، با پزشکتان مشورت کنید. 
از پیمانه داخل جعبه دارو برای اندازه‌گیری مقدار دارو استفاده کنید. 
کلاریترومایسین را دور از دسترس کودکان و دور از گرما، نور مستقیم، و حرارت مرطوب نگه دارید .
قرص های آزاد شده با کلاریترومایسین (Biaxin XL) باید همراه با غذا مصرف شود.
شربت کلاریترومایسین را در یخچال نگهداری نکنید ، مایع مورد استفاده را بعد از مصرف 14 روز دور بریزید.

## نبایدها
نباید از کلاریترومایسین تاریخ مصرف گذشته‌استفاده کنید. 
نباید دارو را ناتمام قطع کنید، مگر به دستور پزشک.